# Wilhelm von Bülow
Wilhelm von Bülow (* 4. August 1850 auf Schloss Oetlishausen im Kanton Thurgau (Schweiz); † 4. Mai 1929 in Berlin) war ein deutscher Politiker (Nationalliberale Partei) und Mitglied des Preußischen Abgeordnetenhauses.

## Leben
Wilhelm von Bülow absolvierte ein Studium der Rechtswissenschaften an der Ruprecht-Karls-Universität Heidelberg, der Universität Leipzig und der Georg-August-Universität Göttingen. Er war zunächst als Amtsrichter am Amtsgericht Braubach im Rhein-Lahn-Kreis tätig und wechselte zum Amtsgericht Bad Homburg v. d. Höhe, wo er Amtsgerichtsrat wurde.
Er engagierte sich in der Politik und wurde Mitglied der Nationalliberalen Partei.
Von 1904 bis 1918 hatte er als deren Vertreter für den Wahlkreis Wiesbaden 10 ein Mandat für das Preußische Abgeordnetenhaus. Die Mitglieder des Plenums erhielten nach dem Dreiklassenwahlrecht in indirekter Wahl ein Mandat.
Von Bülow war Mitglied der Deutschen Kolonialgesellschaft mit Sitz in Berlin. 

## Auszeichnungen
- Geheimer Justizrat